# アキディアヌス属
アキディアヌス属（Acidianus）は、通性嫌気性・好熱好酸性のクレン古細菌である。
陸上の温泉、噴気孔から分離される。代謝や増殖条件は種によって少しずつ異なるが、共通する性質として、やや不規則な形の球菌で、強い酸性と比較的高い温度を好み、好気条件で硫黄を酸化して増殖できる。同科のSulfolobusとよく似た古細菌である。ただし、Sulfolobusが好気的にしか増殖できないのに対し、Acidianusは水素を硫黄で還元（A. sulfidivoransのみ硫化水素を第二鉄で還元[1]）することによって嫌気的にも増殖できる点で異なっている。また、大半の種は運動性を持っていない[1,2,3]。
基本的には硫黄、または硫化物、第一鉄を好気条件下酸化するか、水素を硫黄で還元し、いずれの条件でも二酸化炭素を唯一の炭素源とする偏性化学合成独立栄養生物である。A. brierleyiのみ好気条件ではペプチドをエネルギー源並びに炭素源として利用し、従属的にも増殖することもできる通性独立栄養生物となっている。
増殖pHは、おおむね1～3程度で、最も低いpHで増殖できるのは、A. sulfidivoransの0.35である。これはクレン古細菌として最低となっている[3]。増殖温度は、A. brierleyiが45～75ドと比較的低いが、A. infernusは85～96℃[2]と、この目としてはかなり高い。
なお、好気条件で培養したものと、嫌気条件で培養したものでは、菌体の色や保存可能期間が異なるなど性質に違いが出ることが知られている[2,3]。